# Camilo (football, 1988)
Pour les articles homonymes, voir Camilo.
Camilo da Silva Sanvezzo dit Camilo, né le 21 juillet 1988 à Presidente Prudente dans l'État de São Paulo, est un footballeur brésilien, jouant au poste d'attaquant au Querétaro FC en Liga MX.

## Biographie
Le jeune Camilo fait un choix pour le moins original en quittant son Brésil natal pour le championnat maltais à seulement 21 ans.
Très dominant dans son championnat avec le Qormi FC, il ne fait pas de vieux os à Malte et repart après une seule saison pour une autre destination originale, la K-League en Corée du Sud. Il n'y connait pas un grand succès et traverse une nouvelle fois la planète pour faire un essai à Vancouver au Canada avant même la fin du championnat sud-coréen.
Cet essai se convertit en contrat avec les Whitecaps pour leur première saison en Major League Soccer. Il s'impose assez rapidement comme un des piliers de l'attaque du club de Colombie-Britannique.
En 2013,il finit meilleur buteur de la saison régulière de la Major League Soccer avec 22 buts.Il participe également au Match des étoiles de la MLS 2013 contre l'AS Rome (défaite 3-1) et s'illustre en signant une passe décisive sur coup franc dans les dernières minutes du match.
Après une saison pleine à Vancouver où il inscrit 22 buts en 37 rencontres de championnat, il s'entraîne une partie de l'hiver avec le club mexicain de Querétaro où il est finalement transféré le 17 janvier 2014 pour un montant de plusieurs millions de dollars.